# チキトス
チキトスは、ボリビア・サンタ・クルス県のプロビンシアのひとつ。プロビンシア (provincia) は、複数の市から成る県より下位の地方行政区画である。主都はサン・ホセ・デ・チキトス。周辺のプロビンシアであるベラスコ、ニュフロ・デ・チャベス、アンヘル・サンドバル、ヘルマン・ブッシュ、ガラヨスなどとともに、大チキトスを形成する。名前は、この地の先住民チキトス族に由来する。

## 創設
チキトスの創設は、県の創設と同時だった。しかし、1880年代までは、地方全体を含んでチキタニアという名前だった。この時に、大チキトスが分割され、今日あるような各プロビンシアが成立した。

## 地理
土地の3分の2はなだらかな平地で、残りが起伏に富んだ地形を形成しているが、山脈は高くはない。平野部の標高は低く、東部から南東部へ広がる氾濫原である。木々は鬱蒼と茂り、平原にはヤシも多い。チキトスは、ウシの飼育（畜産）が行われている農業地や森林が多くある。
- 平均標高 : 296 m.
- 平均気温 : 25.4 度.
- 年平均降水量 : 1040 mm.
- 面積 : 31,429 km2

## 水利
チキトスは、水利の基盤をパラペティ川の盆地においている。その地で、イソソグ沼が途切れ、コンセプシオン潟が出来ている。

## 人口
- 68,445人 （2005年）
- 人口密度は1.90人 / km2

## 構成都市
人口は2005年の数字。
- 主都 - サン・ホセ・デ・チキトス（16,942人）
- パイロン（36,864人）
- ロボレ（104,639人）

## 文化
チキトスに残るイエズス会伝道所群は、1990年にユネスコの世界遺産に登録された。詳しくは、ボリビアのイエズス会伝道所を参照のこと。